# Giro della Provincia di Reggio Calabria 1980
Il Giro della Provincia di Reggio Calabria 1980, quarantunesima edizione della corsa, si svolse il 23 marzo 1980 su un percorso di 242 km, con partenza e arrivo a Reggio Calabria. La vittoria fu appannaggio dell'italiano Gianbattista Baronchelli, che completò il percorso in 6h19'00", alla media di 38,040 km/h, precedendo i connazionali Claudio Bortolotto e Simone Fraccaro.

## Ordine d'arrivo (Top 10)
| Pos. | Corridore                | Squadra              | Tempo    |
| ---- | ------------------------ | -------------------- | -------- |
| 1    | Gianbattista Baronchelli | Bianchi              | 6h19'00" |
| 2    | Claudio Bortolotto       | San Giacomo          | s.t.     |
| 3    | Simone Fraccaro          | Gis                  | s.t.     |
| 4    | Giovanni Battaglin       | Inoxpran             | s.t.     |
| 5    | Wladimiro Panizza        | Gis                  | s.t.     |
| 6    | Carmelo Barone           | Sanson               | s.t.     |
| 7    | Mario Beccia             | Hoonved-Bottecchia   | s.t.     |
| 8    | Ennio Vanotti            | Bianchi              | s.t.     |
| 9    | Alessandro Pozzi         | Bianchi              | s.t.     |
| 10   | Antonio D'Alonzo         | Famcucine-Campagnolo | s.t.     |